# بحر الذكاء

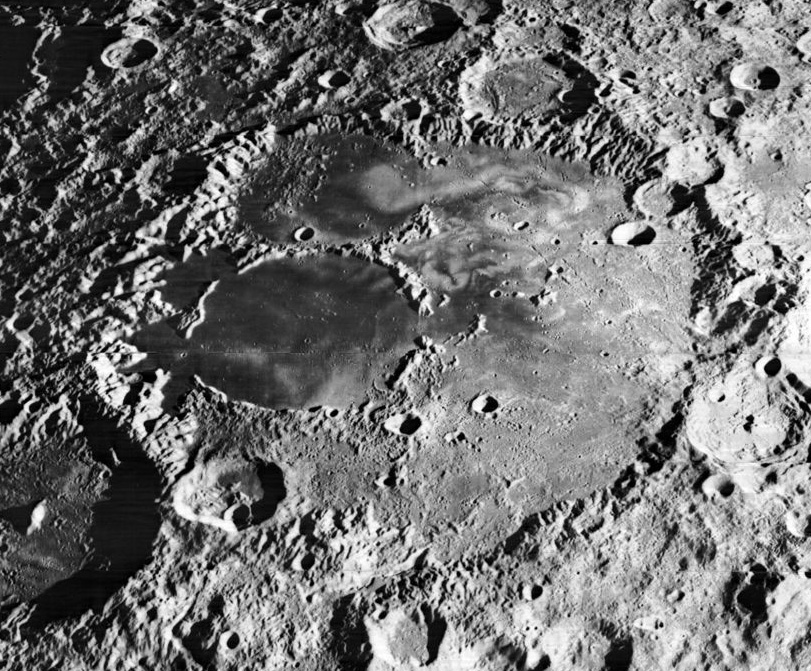
بحر الذكاء

بحر الذكاء (باللاتينية: Mare Ingenii) هو واحد من البحار القمرية القليلة الموجودة على الجانب البعيد من القمر. يقدر قطر فوهة هذا البحر بحوالي 282كم.
بينت الأبحاث ان الدوامات القمرية الموجودة في هذا البحر قد تكون متعلقة بالحقول المغناطيسي في تلك المناطق.